# Ámpelos
Ámpelos (Ampelos, Nenedai) är en ort i Grekland.   Den ligger i prefekturen Nomós Sámou och regionen Nordegeiska öarna, i den östra delen av landet, 270 km öster om huvudstaden Aten. Ámpelos ligger 1 meter över havet och antalet invånare är 252. Den ligger på ön Samos.
Terrängen runt Ámpelos är huvudsakligen kuperad, men den allra närmaste omgivningen är bergig. Havet är nära Ámpelos åt nordost. Runt Ámpelos är det ganska tätbefolkat, med 52 invånare per kvadratkilometer. Närmaste större samhälle är Néon Karlovásion, 8,6 km väster om Ámpelos. I omgivningarna runt Ámpelos växer i huvudsak blandskog.